# Lista de prêmios e indicações recebidos por Christina Aguilera
Esta é a lista de prêmios e indicações recebidos por Christina Aguilera, artista musical dos Estados Unidos, que consiste em 349 gratificações entre 552 nomeações. Aguilera fez sua estreia na indústria do entretenimento participando de programas na televisão ao longo da década de 1990, incluindo Star Search (1990) e o The Mickey Mouse Club (1993–94). No final da década, fez sua transição para a música popular com a divulgação de seu disco de estreia, responsável por produzir as canções de sucessos "Genie in a Bottle", "What a Girl Wants" (ambos de 1999) e "Come On Over Baby (All I Want Is You)" (2000); além de converte-la em um ídolo adolescente, os referidos trabalhos lhe renderam seus primeiros prêmios, incluindo a estatueta de Artista Revelação no Grammy Awards de 2000, tornando-se uma das artistas mais jovens à receber tal honraria na cerimônia.
Seguido pela divulgação de seu primeiro material em espanhol, Mi Reflejo (2000), vencedor do Grammy Latino de Melhor Álbum Vocal Feminino de Pop, Aguilera colaborou com as vocalistas Lil' Kim, Mýa e Pink para o tema "Lady Marmalade", cuja obra audiovisual lhe rendeu dois prêmios no MTV Video Music Awards de 2001, incluindo Vídeo do Ano. No ano seguinte, alterou sua imagem e direção artística para Stripped (2002), incorporando uma gama de estilos musicais e um conteúdo lírico mais pessoal para seu desenvolvimento; além de provocar polêmica, sendo recebido com opiniões mistas da crítica especializada, o sucesso comercial do projeto ajudou com que fosse considerada a artista feminina do ano seguinte através de diversas cerimônias, incluindo no MTV Europe Music Awards (EMA). Além disso, faixas extraídas do disco como "Dirrty", "Beautiful" e "Fighter" centraram seu nome como indicada em diversas condecorações, incluindo Echo Music Prize, Juno Awards e Q Awards.
Em seu próximo material, Back to Basics (2006), Aguilera voltou à alterar sua direção artística, pela qual foi elogiada através da crítica por seu amadurecimento; além de concorrer na categoria feminina internacional pelo BRIT Awards, foi honrada com o mesmo prêmio através das premiações GAFFA Awards e NRJ Music Awards. Além de repetir o sucesso comercial de seu antecessor, o projeto produziu as canções "Ain't No Other Man" e "Candyman" indicadas ao Grammy Awards. Em 2010, estreou nos cinemas em Burlesque e colaborou com sua trilha sonora, onde a faixa "Bound to You" acabou por ser indicada ao Globo de Ouro de Melhor Canção Original. Após esse período, conquistou outros prêmios em parceria com Maroon 5 (em "Moves Like Jagger") e A Great Big World (em "Say Something"). Fora de seus projetos na música, possuí uma linha de perfumes com lançamentos anuais, pela qual foi premiada em diversas vezes no FiFi Awards, organizado pela The Fragrance Foundation.
Ao longo de sua carreira, Aguilera também acumulou uma série de reconhecimentos; em publicações da Rolling Stone e Consequence of Sound, foi escolhida como uma das maiores vocalistas de todos os tempos, além de uma das maiores artistas de origem latina da história, de acordo com a Latina. Além disso, tem sido referida como uma das mulheres de maior influência na indústria fonográfica em listas organizadas pelo VH1 e o jornal The Independent. Em 2013, foi considerada uma das 100 pessoas mais influentes do mundo na lista anual promovida pela revista Time; da mesma forma, a Billboard desenvolveu artigos onde observava a influência que a intérprete exerce no atual cenário da música popular, ao passo em que é frequentemente citada como inspiração para diversos artistas. Desta forma, suas contribuições para a música foram agraciadas com uma estrela na Calçada da Fama, enquanto suas atuações para a Walt Disney Company foram gratificadas com a imortalização de seu nome como uma Lenda da Disney. Em 2020, Aguilera foi apontada como uma das mulheres mais importantes do século na Pensilvânia através do periódico USA Today.

## Principais cerimônias

### Globo de Ouro
O Globo de Ouro é um prêmio concedido por membros da Hollywood Foreign Press Association (HFPA) em reconhecimento à excelência no cinema e na televisão.
| Ano  | Trabalho       | Categoria              | Resultado | Ref.   |
| ---- | -------------- | ---------------------- | --------- | ------ |
| 2010 | "Bound to You" | Melhor Canção Original | Indicado  | [ 39 ] |

### Grammy Award
O Grammy Award é um prêmio concedido por membros da The Recording Academy em reconhecimento à excelência na indústria fonográfica.
| Ano  | Trabalho                                       | Categoria                                   | Resultado | Ref.   |
| ---- | ---------------------------------------------- | ------------------------------------------- | --------- | ------ |
| 2000 | Christina Aguilera                             | Artista Revelação                           | Venceu    | [ 42 ] |
| 2000 | "Genie in a Bottle"                            | Melhor Performance Feminina de Pop          | Indicado  | [ 43 ] |
| 2001 | "What a Girl Wants"                            | Melhor Performance Feminina de Pop          | Indicado  | [ 44 ] |
| 2001 | Mi Reflejo                                     | Melhor Álbum Latino de Pop                  | Indicado  | [ 44 ] |
| 2002 | "Lady Marmalade" (com Lil' Kim, Mýa e Pink)    | Melhor Colaboração Vocal de Pop             | Venceu    | [ 45 ] |
| 2002 | "Nobody Wants to Be Lonely" (com Ricky Martin) | Melhor Colaboração Vocal de Pop             | Indicado  | [ 46 ] |
| 2003 | "Dirrty" (com Redman)                          | Melhor Colaboração Vocal de Pop             | Indicado  | [ 47 ] |
| 2004 | Stripped                                       | Melhor Álbum Vocal de Pop                   | Indicado  | [ 48 ] |
| 2004 | "Beautiful"                                    | Melhor Performance Feminina de Pop          | Venceu    | [ 48 ] |
| 2004 | "Can't Hold Us Down" (com Lil' Kim)            | Melhor Colaboração Vocal de Pop             | Indicado  | [ 48 ] |
| 2006 | "A Song for You" (com Herbie Hancock)          | Melhor Colaboração Vocal de Pop             | Indicado  | [ 49 ] |
| 2007 | Back to Basics                                 | Melhor Álbum Vocal de Pop                   | Indicado  | [ 50 ] |
| 2007 | "Ain't No Other Man"                           | Melhor Performance Feminina de Pop          | Venceu    | [ 51 ] |
| 2008 | "Candyman"                                     | Melhor Performance Feminina de Pop          | Indicado  | [ 52 ] |
| 2008 | "Steppin' Out" (com Tony Bennett)              | Melhor Colaboração Vocal de Pop             | Indicado  | [ 52 ] |
| 2012 | Burlesque (com Cher)                           | Melhor Trilha Sonora para Mídia Visual      | Indicado  | [ 53 ] |
| 2012 | "Moves Like Jagger" (com Maroon 5)             | Melhor Performance de Pop em Dueto ou Grupo | Indicado  | [ 53 ] |
| 2015 | "Say Something" (com A Great Big World)        | Melhor Performance de Pop em Dueto ou Grupo | Venceu    | [ 54 ] |
| 2019 | "Fall in Line" (com Demi Lovato)               | Melhor Performance de Pop em Dueto ou Grupo | Indicado  | [ 55 ] |
| 2019 | "Like I Do" (com GoldLink)                     | Melhor Performance de Rap Cantado           | Indicado  | [ 55 ] |
| 2023 | Aguilera                                       | Melhor Álbum Latino de Pop                  | Indicado  | [ 56 ] |

### Grammy Latino
O Grammy Latino é um prêmio concedido por membros da The Latin Recording Academy em reconhecimento à excelência na indústria fonográfica latina.
| Ano  | Trabalho                | Categoria                          | Resultado | Ref.   |
| ---- | ----------------------- | ---------------------------------- | --------- | ------ |
| 2000 | "Genio Atrapado"        | Melhor Performance Feminina de Pop | Indicado  | [ 58 ] |
| 2001 | "Pero Me Acuerdo de Ti" | Gravação do Ano                    | Indicado  | [ 59 ] |
| 2001 | Mi Reflejo              | Melhor Álbum Vocal Feminino de Pop | Venceu    | [ 7 ]  |
| 2022 | Aguilera                | Álbum do ano                       | Indicado  | [ 60 ] |
| 2022 | Aguilera                | Melhor Álbum Pop Vocal Tradicional | Venceu    | [ 60 ] |
| 2022 | "Pa Mis Muchachas"      | Gravação do Ano                    | Indicado  | [ 60 ] |
| 2022 | "Pa Mis Muchachas"      | Canção do Ano                      | Indicado  | [ 60 ] |
| 2022 | "Pa Mis Muchachas"      | Melhor Fusão/Interpretação Urbana  | Indicado  | [ 60 ] |
| 2022 | "Santo"                 | Melhor Fusão/Interpretação Urbana  | Indicado  | [ 60 ] |
| 2022 | "Cuando me dé la gana"  | Melhor canção regional mexicana    | Indicado  | [ 60 ] |

## Outros prêmios
| § | Indica categorias não competitivas |

| Ano                                         | Trabalho                                                                 | Categoria                                         | Resultado                       | Ref.                            |
| 31 Nights of Halloween Fan Fest             | 31 Nights of Halloween Fan Fest                                          | 31 Nights of Halloween Fan Fest                   | 31 Nights of Halloween Fan Fest | 31 Nights of Halloween Fan Fest |
| ------------------------------------------- | ------------------------------------------------------------------------ | ------------------------------------------------- | ------------------------------- | ------------------------------- |
| 2019                                        | Christina Aguilera                                                       | Ícone Musical Favorito §                          | Venceu                          | [ 61 ]                          |
| 4Music Video Honours                        |                                                                          |                                                   |                                 |                                 |
| 2011                                        | "Moves Like Jagger" (com Maroon 5)                                       | Melhor Vídeo Musical                              | Indicado                        | [ 62 ]                          |
| ALMA Awards                                 |                                                                          |                                                   |                                 |                                 |
| 1999                                        | "Reflection"                                                             | Destaque em Música para Filme                     | Indicado                        | [ 63 ]                          |
| 2000                                        | Christina Aguilera                                                       | Revelação do Ano                                  | Venceu                          | [ 64 ]                          |
| 2000                                        | "Genie in a Bottle"                                                      | Melhor Vídeo Musical                              | Venceu                          | [ 64 ]                          |
| 2001                                        | My Reflection                                                            | Destaque em Especial de Música                    | Indicado                        | [ 65 ]                          |
| 2002                                        | "Lady Marmalade" (com Lil' Kim, Mýa e Pink)                              | Destaque em Música para Filme                     | Venceu                          | [ 66 ]                          |
| 2002                                        | "Nobody Wants to Be Lonely" (com Ricky Martin)                           | Melhor Vídeo Musical                              | Venceu                          | [ 67 ]                          |
| 2002                                        | "Pero Me Acuerdo de Ti" e "Falsas Esperanzas" (no Grammy Awards de 2001) | Performance de Destaque em Especial de Variedades | Indicado                        | [ 67 ]                          |
| 2002                                        | Christina Aguilera                                                       | Artista Feminina do Ano                           | Indicado                        | [ 67 ]                          |
| 2011                                        | Christina Aguilera                                                       | Artista Feminina do Ano                           | Indicado                        | [ 68 ]                          |
| 2011                                        | Burlesque                                                                | Melhor Atriz — Comédia ou Musical                 | Indicado                        | [ 68 ]                          |
| 2011                                        | The Voice                                                                | Personalidade Televisiva                          | Indicado                        | [ 68 ]                          |
| 2012                                        | The Voice                                                                | Personalidade Televisiva                          | Venceu                          | [ 69 ]                          |
| 2012                                        | Christina Aguilera                                                       | Reconhecimento Especial — Voz da Geração §        | Venceu                          | [ 69 ]                          |
| American Music Awards                       |                                                                          |                                                   |                                 |                                 |
| 2001                                        | Christina Aguilera                                                       | Artista Feminina Favorita — Pop ou Rock           | Indicado                        | [ 70 ]                          |
| 2003                                        | Christina Aguilera                                                       | Artista do Ano                                    | Indicado                        | [ 71 ]                          |
| APRA Music Awards (Austrália)               |                                                                          |                                                   |                                 |                                 |
| 2003                                        | "Beautiful"                                                              | Canção Popular Estrangeira                        | Indicado                        | [ 72 ]                          |
| 2012                                        | "Moves Like Jagger" (com Maroon 5)                                       | Canção Internacional do Ano                       | Indicado                        | [ 73 ]                          |
| ARTISTdirect Online Music Awards            |                                                                          |                                                   |                                 |                                 |
| 2000                                        | Christina Aguilera                                                       | Artista Feminina Favorita                         | Indicado                        | [ 74 ]                          |
| 2000                                        | Christina Aguilera                                                       | Garota Má Favorita                                | Indicado                        | [ 74 ]                          |
| 2000                                        | Christina Aguilera                                                       | Mulher Sensual                                    | Indicado                        | [ 74 ]                          |
| 2000                                        | Christina Aguilera                                                       | Artista com Cabelo Pintado                        | Indicado                        | [ 74 ]                          |
| 2000                                        | Christina Aguilera                                                       | Melhor Página Oficial                             | Indicado                        | [ 74 ]                          |
| 2000                                        | Christina Aguilera                                                       | Disco Favorito                                    | Indicado                        | [ 74 ]                          |
| ASCAP Awards                                |                                                                          |                                                   |                                 |                                 |
| 2000                                        | "Genie in a Bottle"                                                      | Canção Popular                                    | Venceu                          | [ 75 ]                          |
| 2001                                        | "What a Girl Wants"                                                      | Canção Popular                                    | Venceu                          | [ 76 ]                          |
| 2002                                        | "Come On Over Baby (All I Want Is You)"                                  | Canção Popular                                    | Venceu                          | [ 77 ]                          |
| 2002                                        | "Lady Marmalade" (com Lil' Kim, Mýa e Pink)                              | Canção Popular                                    | Venceu                          | [ 77 ]                          |
| 2004                                        | "Beautiful"                                                              | Canção Popular                                    | Venceu                          | [ 78 ]                          |
| 2005                                        | "Can't Hold Us Down" (com Lil' Kim)                                      | Canção Popular                                    | Venceu                          | [ 79 ]                          |
| 2008                                        | "Hurt"                                                                   | Canção Popular                                    | Venceu                          | [ 80 ]                          |
| 2013                                        | "Moves Like Jagger" (com Maroon 5)                                       | Canção Popular                                    | Venceu                          | [ 81 ]                          |
| 2014                                        | "Feel This Moment" (com Pitbull)                                         | Canção Popular                                    | Venceu                          | [ 82 ]                          |
| Basenotes Fragrance Awards                  |                                                                          |                                                   |                                 |                                 |
| 2008                                        | Simply Christina                                                         | Melhor Fragrância Feminina de Celebridade         | Indicado                        | [ 83 ]                          |
| Best of Las Vegas                           |                                                                          |                                                   |                                 |                                 |
| 2020                                        | Christina Aguilera: The Xperience                                        | Melhor Despedida de Solteira                      | Indicado                        | [ 84 ]                          |
| 2020                                        | Christina Aguilera: The Xperience                                        | Melhor Produção                                   | Indicado                        | [ 84 ]                          |
| 2020                                        | Christina Aguilera: The Xperience                                        | Melhor Animadora/Anfitriã                         | Indicado                        | [ 84 ]                          |
| BDSCertified Spin Awards                    |                                                                          |                                                   |                                 |                                 |
| 2002                                        | "Come On Over Baby (All I Want Is You)"                                  | 200.000 Reproduções                               | Venceu                          | [ 85 ]                          |
| 2002                                        | "Dirrty" (com Redman)                                                    | 50.000 Reproduções                                | Venceu                          | [ 86 ]                          |
| 2003                                        | "Can't Hold Us Down" (com Lil' Kim)                                      | 100.000 Reproduções                               | Venceu                          | [ 87 ]                          |
| 2003                                        | "Fighter"                                                                | 100.000 Reproduções                               | Venceu                          | [ 88 ]                          |
| 2003                                        | "Beautiful"                                                              | 300.000 Reproduções                               | Venceu                          | [ 88 ]                          |
| 2004                                        | "Beautiful"                                                              | 400.000 Reproduções                               | Venceu                          | [ 89 ]                          |
| 2004                                        | "The Voice Within"                                                       | 50.000 Reproduções                                | Venceu                          | [ 90 ]                          |
| 2005                                        | "Dirrty" (com Redman)                                                    | 100.000 Reproduções                               | Venceu                          | [ 91 ]                          |
| 2006                                        | "Beautiful"                                                              | 500.000 Reproduções                               | Venceu                          | [ 92 ]                          |
| 2006                                        | "Lady Marmalade" (com Lil' Kim, Mýa & Pink)                              | 300.000 Reproduções                               | Venceu                          | [ 92 ]                          |
| 2006                                        | "Ain't No Other Man"                                                     | 100.000 Reproduções                               | Venceu                          | [ 92 ]                          |
| 2006                                        | "Ain't No Other Man"                                                     | 50.000 Reproduções                                | Venceu                          | [ 93 ]                          |
| 2006                                        | "Hurt"                                                                   | 50.000 Reproduções                                | Venceu                          | [ 94 ]                          |
| 2007                                        | "Hurt"                                                                   | 100.000 Reproduções                               | Venceu                          | [ 95 ]                          |
| 2007                                        | "Tell Me" (com Diddy)                                                    | 50.000 Reproduções                                | Venceu                          | [ 96 ]                          |
| 2007                                        | "Ain't No Other Man"                                                     | 200.000 Reproduções                               | Venceu                          | [ 96 ]                          |
| 2010                                        | "Beautiful"                                                              | 500.000 Reproduções                               | Venceu                          | [ 97 ]                          |
| Billboard Latin Music Awards                |                                                                          |                                                   |                                 |                                 |
| 2001                                        | Mi Reflejo                                                               | Álbum do Ano — Feminino                           | Venceu                          | [ 98 ]                          |
| 2001                                        | Mi Reflejo                                                               | Álbum do Ano — Artista Revelação                  | Venceu                          | [ 98 ]                          |
| 2001                                        | Christina Aguilera                                                       | Artista do Ano                                    | Indicado                        | [ 98 ]                          |
| 2014                                        | Christina Aguilera                                                       | Transição do Ano                                  | Indicado                        | [ 99 ]                          |
| 2014                                        | Christina Aguilera                                                       | Artista Feminina do Ano                           | Indicado                        | [ 99 ]                          |
| 2014                                        | "Hoy Tengo Ganas de Ti" (com Alejandro Fernández)                        | Canção do Ano                                     | Indicado                        | [ 99 ]                          |
| Billboard Music Awards                      |                                                                          |                                                   |                                 |                                 |
| 1999                                        | Christina Aguilera                                                       | Artista Revelação Feminina                        | Indicado                        | [ 100 ]                         |
| 2000                                        | Christina Aguilera                                                       | Artista Feminina do Ano                           | Venceu                          | [ 101 ]                         |
| 2000                                        | Christina Aguilera                                                       | Artista do Ano — Hot 100                          | Indicado                        | [ 102 ]                         |
| 2000                                        | Christina Aguilera                                                       | Artista do Ano — Geral                            | Indicado                        | [ 102 ]                         |
| 2003                                        | Christina Aguilera                                                       | Artista Feminina do Ano — Hot 100                 | Indicado                        | [ 103 ]                         |
| 2003                                        | "Beautiful"                                                              | Single do Ano                                     | Indicado                        | [ 103 ]                         |
| 2012                                        | "Moves Like Jagger" (com Maroon 5)                                       | Canção — Hot 100                                  | Indicado                        | [ 104 ]                         |
| 2012                                        | "Moves Like Jagger" (com Maroon 5)                                       | Canção — Digital                                  | Indicado                        | [ 104 ]                         |
| 2012                                        | "Moves Like Jagger" (com Maroon 5)                                       | Canção — Pop                                      | Indicado                        | [ 104 ]                         |
| 2012                                        | "Moves Like Jagger" (com Maroon 5)                                       | Canção — Rádio                                    | Indicado                        | [ 104 ]                         |
| Billboard Music Video Awards                |                                                                          |                                                   |                                 |                                 |
| 1999                                        | "Genie in a Bottle"                                                      | Vídeo Popular                                     | Indicado                        | [ 105 ]                         |
| 1999                                        | "Genie in a Bottle"                                                      | Vídeo do Ano — Artista Revelação                  | Indicado                        | [ 105 ]                         |
| 1999                                        | "Genie in a Bottle"                                                      | Vídeo Pop — Artista Revelação                     | Indicado                        | [ 105 ]                         |
| 1999                                        | "Genie in a Bottle"                                                      | Vídeo Dance — Artista Revelação                   | Indicado                        | [ 105 ]                         |
| 2000                                        | "Ven Conmigo (Solamente Tú)"                                             | Vídeo Latino — Artista Revelação                  | Venceu                          | [ 106 ]                         |
| 2001                                        | "Lady Marmalade" (com Lil' Kim, Mýa e Pink)                              | Vídeo do Ano — Dance                              | Indicado                        | [ 107 ]                         |
| Billboard Online Poll                       |                                                                          |                                                   |                                 |                                 |
| 2000                                        | Christina Aguilera                                                       | Artista Revelação — Escolha do Público            | Venceu                          | [ 108 ]                         |
| Billboard Touring Awards                    |                                                                          |                                                   |                                 |                                 |
| 2007                                        | Back to Basics Tour                                                      | Artista Inovadora                                 | Indicado                        | [ 109 ]                         |
| 2007                                        | Back to Basics Tour                                                      | Melhor Pacote                                     | Indicado                        | [ 109 ]                         |
| Billboard Year in Music                     |                                                                          |                                                   |                                 |                                 |
| 2000                                        | Christina Aguilera                                                       | Artista Feminina do Ano                           | Venceu                          | [ 110 ]                         |
| 2003                                        | Christina Aguilera                                                       | Artista Feminina do Ano                           | Venceu                          | [ 111 ]                         |
| Blender Awards                              |                                                                          |                                                   |                                 |                                 |
| 2003                                        | Christina Aguilera                                                       | Mulher do Ano                                     | Venceu                          | [ 112 ]                         |
| Blockbuster Entertainment Awards            |                                                                          |                                                   |                                 |                                 |
| 2000                                        | "Genie in a Bottle"                                                      | Single Favorito                                   | Venceu                          | [ 113 ]                         |
| 2000                                        | Christina Aguilera                                                       | Artista Revelação Favorita                        | Venceu                          | [ 113 ]                         |
| 2001                                        | Christina Aguilera                                                       | Artista Feminina do Ano                           | Venceu                          | [ 114 ]                         |
| 2001                                        | Christina Aguilera                                                       | Artista Latina Favorita                           | Venceu                          | [ 114 ]                         |
| BMI London Awards                           |                                                                          |                                                   |                                 |                                 |
| 2014                                        | "Feel This Moment" (com Pitbull)                                         | Canção Popular                                    | Venceu                          | [ 115 ]                         |
| BMI Pop Awards                              |                                                                          |                                                   |                                 |                                 |
| 2000                                        | "Genie in a Bottle"                                                      | Canção Popular                                    | Venceu                          | [ 116 ]                         |
| 2001                                        | "What a Girl Wants"                                                      | Canção Popular                                    | Venceu                          | [ 117 ]                         |
| 2002                                        | "Come On Over Baby (All I Want Is You)"                                  | Canção Popular                                    | Venceu                          | [ 118 ]                         |
| 2002                                        | "Lady Marmalade" (com Lil' Kim, Mýa e Pink)                              | Canção Popular                                    | Venceu                          | [ 118 ]                         |
| 2004                                        | "Miss Independent"                                                       | Canção Popular                                    | Venceu                          | [ n 6 ]                         |
| 2008                                        | "Ain't No Other Man"                                                     | Canção Popular                                    | Venceu                          | [ 121 ]                         |
| 2008                                        | "Hurt"                                                                   | Canção Popular                                    | Venceu                          | [ 121 ]                         |
| 2013                                        | "Moves Like Jagger" (com Maroon 5)                                       | Canção Popular                                    | Venceu                          | [ 122 ]                         |
| 2014                                        | "Feel This Moment" (com Pitbull)                                         | Canção Popular                                    | Venceu                          | [ 123 ]                         |
| 2015                                        | "Say Something" (com A Great Big World)                                  | Canção Popular                                    | Venceu                          | [ 124 ]                         |
| BRIT Awards                                 |                                                                          |                                                   |                                 |                                 |
| 2004                                        | Christina Aguilera                                                       | Artista Feminina Internacional                    | Indicado                        | [ 125 ]                         |
| 2004                                        | Christina Aguilera                                                       | Ato Popular                                       | Indicado                        | [ 125 ]                         |
| 2004                                        | Stripped                                                                 | Álbum Internacional                               | Indicado                        | [ 125 ]                         |
| 2007                                        | Christina Aguilera                                                       | Artista Feminina Internacional                    | Indicado                        | [ 126 ]                         |
| BT Digital Music Awards                     |                                                                          |                                                   |                                 |                                 |
| 2010                                        | Bionic                                                                   | Melhor Promoção Artística                         | Indicado                        | [ 127 ]                         |
| Capital FM's Music Video Awards             |                                                                          |                                                   |                                 |                                 |
| 2012                                        | "Your Body"                                                              | Melhor Cena de Beijo                              | Indicado                        | [ 128 ]                         |
| Channel [V] Thailand Music Video Awards     |                                                                          |                                                   |                                 |                                 |
| 2002                                        | "Lady Marmalade" (com Lil' Kim, Mýa e Pink)                              | Vídeo Internacional — Grupo                       | Venceu                          | [ 129 ]                         |
| 2003                                        | "Beautiful"                                                              | Vídeo Internacional — Artista Feminina            | Venceu                          | [ 129 ]                         |
| CosmoGirl! Awards                           |                                                                          |                                                   |                                 |                                 |
| 2000                                        | Christina Aguilera                                                       | CosmoGirl! do Ano                                 | Indicado                        | [ 130 ]                         |
| Cosmopolitan Fragrance Awards               |                                                                          |                                                   |                                 |                                 |
| 2009                                        | Inspire                                                                  | Melhor Fragrância Feminina de Celebridade         | Venceu                          | [ 131 ]                         |
| Daily Mirror Music Awards                   |                                                                          |                                                   |                                 |                                 |
| 2007                                        | Christina Aguilera                                                       | Artista Internacional do Ano                      | Venceu                          | [ 132 ]                         |
| 2007                                        | Back to Basics                                                           | Álbum Internacional do Ano                        | Venceu                          | [ 132 ]                         |
| Do Something Awards                         |                                                                          |                                                   |                                 |                                 |
| 2010                                        | Christina Aguilera                                                       | Ação Social                                       | Venceu                          | [ 133 ]                         |
| Echo Music Prize                            |                                                                          |                                                   |                                 |                                 |
| 2004                                        | Christina Aguilera                                                       | Melhor Artista Feminina Internacional             | Indicado                        | [ 134 ]                         |
| Entertainment Weekly Awards                 |                                                                          |                                                   |                                 |                                 |
| 2006                                        | Christina Aguilera                                                       | Animadora do Ano                                  | Venceu                          | [ 135 ]                         |
| 2011                                        | Christina Aguilera                                                       | Animadora do Ano                                  | Venceu                          | [ 136 ]                         |
| FHM Music & TV Awards                       |                                                                          |                                                   |                                 |                                 |
| 2005                                        | "Dirrty" (com Redman)                                                    | Vídeo Mais Sensual — Escolha do Público           | Venceu                          | [ 137 ]                         |
| FiFi Awards (Alemanha)                      |                                                                          |                                                   |                                 |                                 |
| 2008                                        | Simply Christina                                                         | Perfume Feminino                                  | Venceu                          | [ 23 ]                          |
| 2008                                        | Simply Christina                                                         | Perfume Feminino — Escolha do Público             | Venceu                          | [ 23 ]                          |
| 2011                                        | Royal Desire                                                             | Perfume Feminino — Escolha do Público             | Venceu                          | [ 23 ]                          |
| 2011                                        | By Night                                                                 | Perfume Feminino — Escolha do Público             | Venceu                          | [ 23 ]                          |
| 2013                                        | Red Sin                                                                  | Perfume Feminino                                  | Venceu                          | [ 23 ]                          |
| 2013                                        | Red Sin                                                                  | Perfume Feminino — Escolha do Público             | Venceu                          | [ 23 ]                          |
| 2014                                        | Unforgettable                                                            | Perfume Feminino — Escolha do Público             | Venceu                          | [ 23 ]                          |
| 2014                                        | Unforgettable                                                            | Perfume Feminino                                  | Venceu                          | [ 23 ]                          |
| FiFi Awards (Reino Unido)                   |                                                                          |                                                   |                                 |                                 |
| 2008                                        | Simply Christina                                                         | Fragância de Celebridade — Escolha do Público     | Venceu                          | [ 138 ]                         |
| 2011                                        | Simply Christina                                                         | Ampla Atração — Fragância Feminina                | Indicado                        | [ 139 ]                         |
| 2011                                        | By Night                                                                 | Ampla Atração — Fragância Feminina                | Indicado                        | [ 139 ]                         |
| 2012                                        | Royal Desire                                                             | Ampla Atração — Fragância Feminina                | Venceu                          | [ 140 ]                         |
| 2013                                        | Red Sin                                                                  | Fragância do Ano — Feminina                       | Indicado                        | [ 141 ]                         |
| Fuse TV Awards                              |                                                                          |                                                   |                                 |                                 |
| 2012                                        | "Your Body"                                                              | Vídeo do Ano                                      | Venceu                          | [ 142 ]                         |
| GAFFA Awards                                |                                                                          |                                                   |                                 |                                 |
| 2002                                        | "Dirrty"                                                                 | Vídeo Musical Estrangeiro                         | Indicado                        | [ 17 ]                          |
| 2006                                        | Christina Aguilera                                                       | Artista Feminina Estrangeira                      | Venceu                          | [ 17 ]                          |
| 2018                                        | Christina Aguilera                                                       | Artista Solo Internacional                        | Indicado                        | [ 143 ]                         |
| 2018                                        | Liberation                                                               | Álbum Internacional do Ano                        | Indicado                        | [ 143 ]                         |
| Gaon Chart Music Awards                     |                                                                          |                                                   |                                 |                                 |
| 2011                                        | "Moves Like Jagger" (com Maroon 5)                                       | Canção Internacional do Ano                       | Venceu                          | [ 144 ]                         |
| Gaygalan Awards                             |                                                                          |                                                   |                                 |                                 |
| 2012                                        | "Moves Like Jagger" (com Maroon 5)                                       | Canção Estrangeira do Ano                         | Indicado                        | [ 145 ]                         |
| George McGovern Leadership Awards           |                                                                          |                                                   |                                 |                                 |
| 2012                                        | Christina Aguilera                                                       | Líder em Ação Social                              | Venceu                          | [ 146 ]                         |
| GLAAD Media Awards                          |                                                                          |                                                   |                                 |                                 |
| 2003                                        | Christina Aguilera                                                       | Reconhecimento Especial                           | Venceu                          | [ 147 ]                         |
| Glammy Beauty Awards                        |                                                                          |                                                   |                                 |                                 |
| 2011                                        | Royal Desire                                                             | Perfume Básico                                    | Venceu                          | [ 148 ]                         |
| Glamour Awards                              |                                                                          |                                                   |                                 |                                 |
| 2004                                        | Christina Aguilera                                                       | Mulher do Ano                                     | Venceu                          | [ 135 ]                         |
| 2008                                        | Christina Aguilera                                                       | Celebridade Pior Vestida                          | Venceu                          | [ 149 ]                         |
| 2011                                        | Christina Aguilera                                                       | Artista Feminina Internacional                    | Indicado                        | [ 150 ]                         |
| Gold Derby Film Awards                      |                                                                          |                                                   |                                 |                                 |
| 2010                                        | "Bound to You"                                                           | Melhor Canção Original                            | Indicado                        | [ 151 ]                         |
| Groovevolt Music and Fashion Awards         |                                                                          |                                                   |                                 |                                 |
| 2004                                        | Stripped                                                                 | Álbum do Ano                                      | Venceu                          | [ 152 ]                         |
| 2004                                        | Stripped                                                                 | Melhor Álbum de Pop — Artista Feminina            | Indicado                        | [ 153 ]                         |
| 2004                                        | "Beautiful"                                                              | Canção do Ano                                     | Venceu                          | [ 152 ]                         |
| 2004                                        | "Beautiful"                                                              | Vídeo do Ano                                      | Venceu                          | [ 152 ]                         |
| 2004                                        | "Beautiful"                                                              | Melhor Performance de Pop — Artista Feminina      | Indicado                        | [ 153 ]                         |
| 2004                                        | "Can't Hold Us Down" (com Lil' Kim)                                      | Melhor Figurino                                   | Venceu                          | [ 154 ]                         |
| 2004                                        | "Walk Away"                                                              | Melhor Faixa de Pop                               | Indicado                        | [ 153 ]                         |
| Hollywood Music in Media Awards             |                                                                          |                                                   |                                 |                                 |
| 2019                                        | "Haunted Heart"                                                          | Melhor Canção Original — Filme de Animação        | Indicado                        | [ 155 ]                         |
| Human Rights Campaign                       |                                                                          |                                                   |                                 |                                 |
| 2019                                        | Christina Aguilera                                                       | Aliada da Igualdade                               | Venceu                          | [ 156 ]                         |
| Hungarian Music Awards                      |                                                                          |                                                   |                                 |                                 |
| 2007                                        | Back to Basics                                                           | Álbum Estrangeiro do Ano                          | Indicado                        | [ 157 ]                         |
| IFPI Platinum Europe Awards                 |                                                                          |                                                   |                                 |                                 |
| 2000                                        | Christina Aguilera                                                       | Recordista de Vendas na Europa                    | Venceu                          | [ 158 ]                         |
| 2004                                        | Stripped                                                                 | Recordista de Vendas na Europa                    | Venceu                          | [ 159 ]                         |
| 2006                                        | Back to Basics                                                           | Recordista de Vendas na Europa                    | Venceu                          | [ 160 ]                         |
| International Dance Music Awards            |                                                                          |                                                   |                                 |                                 |
| 2007                                        | "Ain't No Other Man"                                                     | Melhor Vídeo — Dance                              | Indicado                        | [ 161 ]                         |
| 2007                                        | "Ain't No Other Man"                                                     | Melhor Faixa — Pop e Dance                        | Indicado                        | [ 161 ]                         |
| 2007                                        | "Tell Me" (com Diddy)                                                    | Melhor Faixa — Hip-Hop e Dance                    | Indicado                        | [ 161 ]                         |
| 2012                                        | "Moves Like Jagger" (com Maroon 5)                                       | Melhor Faixa — Pop e Dance                        | Indicado                        | [ 162 ]                         |
| 2014                                        | "Feel This Moment" (com Pitbull)                                         | Melhor Faixa Latina — Dance                       | Venceu                          | [ 163 ]                         |
| 2014                                        | "Feel This Moment" (com Pitbull)                                         | Melhor Faixa — Hip-Hop e Dance                    | Indicado                        | [ 163 ]                         |
| Ivor Novello Awards                         |                                                                          |                                                   |                                 |                                 |
| 2000                                        | "Genie in a Bottle"                                                      | Sucesso Internacional do Ano                      | Venceu                          | [ 164 ]                         |
| 2000                                        | "Genie in a Bottle"                                                      | Melhor Canção — Musicalmente e Liricamente        | Indicado                        | [ 164 ]                         |
| Japan Gold Disc Awards                      |                                                                          |                                                   |                                 |                                 |
| 2012                                        | Burlesque                                                                | Trilha Sonora do Ano                              | Venceu                          | [ 165 ]                         |
| Juno Awards                                 |                                                                          |                                                   |                                 |                                 |
| 2004                                        | Stripped                                                                 | Álbum Internacional do Ano                        | Indicado                        | [ 166 ]                         |
| 2004                                        | "Fighter"                                                                | Vídeo do Ano                                      | Venceu                          | [ 13 ]                          |
| 2007                                        | "Hurt"                                                                   | Vídeo do Ano                                      | Indicado                        | [ 167 ]                         |
| Ladies' Home Journal Awards                 |                                                                          |                                                   |                                 |                                 |
| 1999                                        | Christina Aguilera                                                       | Mulher do Ano                                     | Venceu                          | [ 168 ]                         |
| Latin Music Italian Awards                  |                                                                          |                                                   |                                 |                                 |
| 2013                                        | "Feel This Moment" (com Pitbull)                                         | Canção Latina do Ano                              | Venceu                          | [ 169 ]                         |
| Latina Awards                               |                                                                          |                                                   |                                 |                                 |
| 1999                                        | Christina Aguilera                                                       | Artista do Ano                                    | Venceu                          | [ 168 ]                         |
| 2003                                        | Christina Aguilera                                                       | Mulher do Ano                                     | Venceu                          | [ 168 ]                         |
| LOS40 Music Awards                          |                                                                          |                                                   |                                 |                                 |
| 2012                                        | "Moves Like Jagger" (com Maroon 5)                                       | Canção Internacional                              | Indicado                        | [ 170 ]                         |
| Los Premios MTV Latinoamérica               |                                                                          |                                                   |                                 |                                 |
| 2003                                        | Christina Aguilera                                                       | Melhor Artista Internacional                      | Indicado                        | [ 171 ]                         |
| Maxim Awards                                |                                                                          |                                                   |                                 |                                 |
| 2000                                        | Christina Aguilera                                                       | Cantora Internacional do Ano                      | Venceu                          | [ 172 ]                         |
| 2003                                        | Christina Aguilera                                                       | Mulher Sensual do Ano                             | Venceu                          | [ 173 ]                         |
| 2003                                        | "Dirrty (com Redman)                                                     | Melhor Vídeo Musical                              | Venceu                          | [ 174 ]                         |
| 2006                                        | "Ain't No Other Man"                                                     | Melhor Vídeo Musical                              | Venceu                          | [ 168 ]                         |
| Meteor Ireland Music Awards                 |                                                                          |                                                   |                                 |                                 |
| 2006                                        | Christina Aguilera                                                       | Artista Internacional Feminina                    | Indicado                        | [ 175 ]                         |
| MOBO Awards                                 |                                                                          |                                                   |                                 |                                 |
| 2003                                        | "Dirrty" (com Redman)                                                    | Melhor Vídeo Musical                              | Venceu                          | [ 176 ]                         |
| MP3 Music Awards                            |                                                                          |                                                   |                                 |                                 |
| 2011                                        | "Moves Like Jagger" (com Maroon 5)                                       | Prêmio da Indústria                               | Indicado                        | [ 177 ]                         |
| MTV Asia Awards                             |                                                                          |                                                   |                                 |                                 |
| 2002                                        | "Lady Marmalade" (com Lil' Kim, Mýa e Pink)                              | Vídeo Musical Favorito                            | Indicado                        | [ 178 ]                         |
| 2002                                        | Christina Aguilera                                                       | Artista Feminina Favorita                         | Indicado                        | [ 178 ]                         |
| 2004                                        | Christina Aguilera                                                       | Artista Feminina Favorita                         | Venceu                          | [ 179 ]                         |
| 2004                                        | Christina Aguilera                                                       | Ato Internacional Favorito                        | Indicado                        | [ 180 ]                         |
| 2004                                        | "Beautiful"                                                              | Vídeo Musical Favorito                            | Indicado                        | [ 180 ]                         |
| 2006                                        | Christina Aguilera                                                       | Artista Feminina Favorita                         | Venceu                          | [ 181 ]                         |
| MTV Australia Awards                        |                                                                          |                                                   |                                 |                                 |
| 2007                                        | Christina Aguilera                                                       | Melhor Artista Feminina                           | Indicado                        | [ 182 ]                         |
| 2007                                        | "Tell Me" (com Diddy)                                                    | Melhor Dueto                                      | Indicado                        | [ 182 ]                         |
| 2007                                        | "Ain't No Other Man"                                                     | Melhor Vídeo — Pop                                | Indicado                        | [ 182 ]                         |
| 2007                                        | "Ain't No Other Man"                                                     | Vídeo do Ano                                      | Indicado                        | [ 182 ]                         |
| MTV España Awards                           |                                                                          |                                                   |                                 |                                 |
| 2018                                        | "Fall in Line" (com Demi Lovato)                                         | Vídeo do Verão                                    | Venceu                          | [ 183 ]                         |
| MTV Europe Music Awards                     |                                                                          |                                                   |                                 |                                 |
| 2001                                        | "Lady Marmalade" (com Lil' Kim, Mýa e Pink)                              | Melhor Canção                                     | Indicado                        | [ 184 ]                         |
| 2003                                        | "Beautiful"                                                              | Melhor Canção                                     | Indicado                        | [ 185 ]                         |
| 2003                                        | Stripped                                                                 | Melhor Álbum                                      | Indicado                        | [ 185 ]                         |
| 2003                                        | Christina Aguilera                                                       | Melhor Artista Feminina                           | Venceu                          | [ 186 ]                         |
| 2003                                        | Christina Aguilera                                                       | Melhor Artista — Pop                              | Indicado                        | [ 185 ]                         |
| 2006                                        | Christina Aguilera                                                       | Melhor Artista — Pop                              | Indicado                        | [ 187 ]                         |
| 2006                                        | Christina Aguilera                                                       | Melhor Artista Feminina                           | Venceu                          | [ 188 ]                         |
| 2006                                        | Back to Basics                                                           | Melhor Álbum                                      | Indicado                        | [ 187 ]                         |
| 2007                                        | Christina Aguilera                                                       | Melhor Ato Solo                                   | Indicado                        | [ 189 ]                         |
| 2008                                        | Christina Aguilera                                                       | Melhor Ato de Sempre                              | Indicado                        | [ 190 ]                         |
| MTV Italian Music Awards                    |                                                                          |                                                   |                                 |                                 |
| 2003                                        | Christina Aguilera                                                       | Melhor Evolução                                   | Venceu                          | [ 192 ]                         |
| 2003                                        | Christina Aguilera                                                       | Primeira Dama                                     | Indicado                        | [ 192 ]                         |
| 2004                                        | Christina Aguilera                                                       | Primeira Dama                                     | Indicado                        | [ 193 ]                         |
| 2011                                        | Christina Aguilera                                                       | Artista Sensual                                   | Indicado                        | [ 194 ]                         |
| 2012                                        | "Moves Like Jagger" (com Maroon 5)                                       | Melhor Vídeo Musical                              | Indicado                        | [ 195 ]                         |
| MTV Movie Awards                            |                                                                          |                                                   |                                 |                                 |
| 2011                                        | Burlesque                                                                | Melhor Revelação Feminina                         | Indicado                        | [ 196 ]                         |
| MTV Russia Music Awards                     |                                                                          |                                                   |                                 |                                 |
| 2007                                        | Christina Aguilera                                                       | Melhor Artista Estrangeiro                        | Indicado                        | [ 197 ]                         |
| MTV Video Music Awards                      |                                                                          |                                                   |                                 |                                 |
| 2000                                        | "What a Girl Wants"                                                      | Artista Revelação                                 | Indicado                        | [ 198 ]                         |
| 2000                                        | "What a Girl Wants"                                                      | Melhor Vídeo — Artista Feminino                   | Indicado                        | [ 198 ]                         |
| 2000                                        | "What a Girl Wants"                                                      | Melhor Vídeo — Pop                                | Indicado                        | [ 198 ]                         |
| 2000                                        | "What a Girl Wants"                                                      | Escolha do Público                                | Indicado                        | [ 198 ]                         |
| 2000                                        | "What a Girl Wants"                                                      | Melhor Coreografia                                | Indicado                        | [ 198 ]                         |
| 2001                                        | "Lady Marmalade" (com Lil' Kim, Mýa e Pink)                              | Melhor Coreografia                                | Indicado                        | [ 199 ]                         |
| 2001                                        | "Lady Marmalade" (com Lil' Kim, Mýa e Pink)                              | Melhor Direção de Arte                            | Indicado                        | [ 200 ]                         |
| 2001                                        | "Lady Marmalade" (com Lil' Kim, Mýa e Pink)                              | Melhor Vídeo — Dance                              | Indicado                        | [ 201 ]                         |
| 2001                                        | "Lady Marmalade" (com Lil' Kim, Mýa e Pink)                              | Vídeo do Ano                                      | Venceu                          | [ 202 ]                         |
| 2001                                        | "Lady Marmalade" (com Lil' Kim, Mýa e Pink)                              | Melhor Vídeo Musical de Filme                     | Venceu                          | [ 202 ]                         |
| 2001                                        | "Lady Marmalade" (com Lil' Kim, Mýa e Pink)                              | Melhor Vídeo — Pop                                | Indicado                        | [ 203 ]                         |
| 2003                                        | "Dirrty" (com Redman)                                                    | Melhor Vídeo — Pop                                | Indicado                        | [ 204 ]                         |
| 2003                                        | "Dirrty" (com Redman)                                                    | Melhor Vídeo — Dance                              | Indicado                        | [ 204 ]                         |
| 2003                                        | "Dirrty" (com Redman)                                                    | Melhor Coreografia                                | Indicado                        | [ 204 ]                         |
| 2003                                        | "Dirrty" (com Redman)                                                    | Melhor Vídeo — Artista Feminina                   | Indicado                        | [ 204 ]                         |
| 2004                                        | "The Voice Within"                                                       | Melhor Vídeo — Artista Feminina                   | Indicado                        | [ 205 ]                         |
| 2004                                        | "The Voice Within"                                                       | Escolha do Público                                | Indicado                        | [ 205 ]                         |
| 2004                                        | "The Voice Within"                                                       | Melhor Cinematografia                             | Indicado                        | [ 205 ]                         |
| 2006                                        | "Ain't No Other Man"                                                     | Video do Ano                                      | Indicado                        | [ 206 ]                         |
| 2006                                        | "Ain't No Other Man"                                                     | Melhor Vídeo — Pop                                | Indicado                        | [ 206 ]                         |
| 2006                                        | "Ain't No Other Man"                                                     | Melhor Vídeo — Artista Feminina                   | Indicado                        | [ 206 ]                         |
| 2006                                        | "Ain't No Other Man"                                                     | Melhor Coreografia                                | Indicado                        | [ 206 ]                         |
| 2007                                        | "Candyman"                                                               | Melhor Diretor                                    | Indicado                        | [ 207 ]                         |
| 2013                                        | "Feel This Moment" (com Pitbull)                                         | Melhor Colaboração                                | Indicado                        | [ 208 ]                         |
| MTV Video Music Awards Japan                |                                                                          |                                                   |                                 |                                 |
| 2002                                        | "Lady Marmalade" (com Lil' Kim, Mýa e Pink)                              | Melhor Vídeo Musical de Filme                     | Venceu                          | [ 209 ]                         |
| 2005                                        | "Car Wash" (com Missy Elliott)                                           | Melhor Vídeo Musical de Filme                     | Indicado                        | [ 210 ]                         |
| 2007                                        | "Ain't No Other Man"                                                     | Melhor Vídeo — Pop                                | Indicado                        | [ 211 ]                         |
| 2012                                        | "Moves Like Jagger" (com Maroon 5)                                       | Melhor Vídeo — Grupo                              | Indicado                        | [ 212 ]                         |
| 2012                                        | "Moves Like Jagger" (com Maroon 5)                                       | Melhor Colaboração                                | Indicado                        | [ 212 ]                         |
| MTV Video Music Brasil                      |                                                                          |                                                   |                                 |                                 |
| 2003                                        | "Dirrty" (com Redman)                                                    | Melhor Vídeo Internacional                        | Indicado                        | [ 213 ]                         |
| 2004                                        | "The Voice Within"                                                       | Melhor Vídeo Internacional                        | Indicado                        | [ 214 ]                         |
| MTV Video Play Awards                       |                                                                          |                                                   |                                 |                                 |
| 2007                                        | "Candyman"                                                               | Vídeo Popular                                     | Venceu                          | [ 215 ]                         |
| 2011                                        | "Moves Like Jagger" (com Maroon 5)                                       | Vídeo Popular                                     | Venceu                          | [ 216 ]                         |
| MuchMusic Video Awards                      |                                                                          |                                                   |                                 |                                 |
| 2000                                        | "Genie in a Bottle"                                                      | Artista Internacional — Escolha do Público        | Indicado                        | [ 217 ]                         |
| 2003                                        | "Dirrty" (com Redman)                                                    | Artista Internacional — Escolha do Público        | Indicado                        | [ 218 ]                         |
| 2003                                        | "Beautiful"                                                              | Melhor Vídeo — Artista Internacional              | Indicado                        | [ 218 ]                         |
| 2004                                        | "The Voice Within"                                                       | Melhor Vídeo — Artista Internacional              | Indicado                        | [ 219 ]                         |
| 2007                                        | "Candyman"                                                               | Melhor Vídeo — Artista Internacional              | Indicado                        | [ 220 ]                         |
| 2011                                        | "Not Myself Tonight"                                                     | Vídeo do Ano — Mais Assistido                     | Indicado                        | [ 221 ]                         |
| Muhammad Ali Humanitarian Awards            |                                                                          |                                                   |                                 |                                 |
| 2013                                        | Christina Aguilera                                                       | Humanitária do Ano                                | Venceu                          | [ 222 ]                         |
| MVPA Awards                                 |                                                                          |                                                   |                                 |                                 |
| 2001                                        | "Come On Over Baby (All I Want Is You)"                                  | Melhor Coreografia                                | Indicado                        | [ 225 ]                         |
| 2001                                        | "Come On Over Baby (All I Want Is You)"                                  | Melhor Cabelo                                     | Indicado                        | [ 225 ]                         |
| 2002                                        | "What's Going On" (com Artists Against AIDS)                             | Melhor Vídeo — R&B                                | Venceu                          | [ 226 ]                         |
| 2002                                        | "Lady Marmalade" (com Lil' Kim, Mýa e Pink)                              | Melhor Figurino                                   | Venceu                          | [ 226 ]                         |
| 2003                                        | "Dirrty" (com Redman)                                                    | Melhor Figurino                                   | Venceu                          | [ 227 ]                         |
| 2003                                        | "Dirrty" (com Redman)                                                    | Melhor Maquiagem                                  | Venceu                          | [ 227 ]                         |
| 2003                                        | "Dirrty" (com Redman)                                                    | Melhor Vídeo — Pop                                | Indicado                        | [ 228 ]                         |
| 2003                                        | "Dirrty" (com Redman)                                                    | Melhor Direção de Arte                            | Indicado                        | [ 228 ]                         |
| 2003                                        | "Dirrty" (com Redman)                                                    | Melhor Coreografia                                | Indicado                        | [ 228 ]                         |
| 2003                                        | "Dirrty" (com Redman)                                                    | Melhor Cabelo                                     | Indicado                        | [ 228 ]                         |
| 2004                                        | "Can't Hold Us Down" (com Lil' Kim)                                      | Melhor Estilo em Vídeo                            | Venceu                          | [ 229 ]                         |
| 2004                                        | "Fighter"                                                                | Melhor Figurino                                   | Venceu                          | [ 230 ]                         |
| 2004                                        | "Fighter"                                                                | Melhor Cinematografia                             | Venceu                          | [ 230 ]                         |
| 2004                                        | "Fighter"                                                                | Melhor Vídeo — Pop                                | Venceu                          | [ 230 ]                         |
| 2004                                        | "Fighter"                                                                | Melhor Maquiagem                                  | Venceu                          | [ 230 ]                         |
| 2004                                        | "Fighter"                                                                | Melhor Cabelo                                     | Indicado                        | [ 231 ]                         |
| 2004                                        | "Fighter"                                                                | Melhor Direção — Vídeo Feminino                   | Indicado                        | [ 231 ]                         |
| 2004                                        | "Fighter"                                                                | Vídeo do Ano                                      | Indicado                        | [ 231 ]                         |
| 2007                                        | "Hurt"                                                                   | Vídeo do Ano                                      | Venceu                          | [ 232 ]                         |
| 2007                                        | "Hurt"                                                                   | Melhor Vídeo — Adulto Contemporâneo               | Indicado                        | [ 233 ]                         |
| 2007                                        | "Hurt"                                                                   | Melhor Direção de Arte                            | Indicado                        | [ 234 ]                         |
| 2007                                        | "Hurt"                                                                   | Melhor Direção — Vídeo Feminino                   | Venceu                          | [ 235 ]                         |
| 2007                                        | "Hurt"                                                                   | Melhor Figurino                                   | Indicado                        | [ 236 ]                         |
| 2007                                        | "Hurt"                                                                   | Melhor Colorista                                  | Indicado                        | [ 237 ]                         |
| 2007                                        | "Ain't No Other Man"                                                     | Melhor Coreografia                                | Indicado                        | [ 238 ]                         |
| 2007                                        | "Ain't No Other Man"                                                     | Melhor Cabelo                                     | Indicado                        | [ 239 ]                         |
| 2007                                        | "Ain't No Other Man"                                                     | Melhor Vídeo — Pop                                | Indicado                        | [ 240 ]                         |
| 2008                                        | "Candyman"                                                               | Melhor Direção — Vídeo Pop                        | Venceu                          | [ 241 ]                         |
| 2008                                        | "Candyman"                                                               | Melhor Coreografia                                | Indicado                        | [ 241 ]                         |
| 2008                                        | "Candyman"                                                               | Melhor Direção de Arte                            | Indicado                        | [ 241 ]                         |
| 2008                                        | "Candyman"                                                               | Melhor Direção — Vídeo Feminino                   | Indicado                        | [ 241 ]                         |
| My VH1 Music Awards                         |                                                                          |                                                   |                                 |                                 |
| 2000                                        | Christina Aguilera                                                       | Álbum Essencial                                   | Indicado                        | [ 242 ]                         |
| 2000                                        | Christina Aguilera                                                       | Artista Revelação                                 | Indicado                        | [ 242 ]                         |
| 2000                                        | Christina Aguilera                                                       | Mulher do Ano                                     | Indicado                        | [ 242 ]                         |
| 2000                                        | Christina Aguilera                                                       | Melhor Rebolado                                   | Indicado                        | [ 242 ]                         |
| 2001                                        | "Lady Marmalade" (com Lil' Kim, Mýa e Pink)                              | Vídeo Favorito                                    | Venceu                          | [ 243 ]                         |
| 2001                                        | "Lady Marmalade" (com Lil' Kim, Mýa e Pink)                              | Vídeo Sensual                                     | Venceu                          | [ 243 ]                         |
| 2001                                        | "Lady Marmalade" (com Lil' Kim, Mýa e Pink)                              | Melhor Colaboração                                | Indicado                        | [ 243 ]                         |
| 2001                                        | "What's Going On" (com Artists Against AIDS)                             | Melhor Colaboração                                | Venceu                          | [ 243 ]                         |
| MYX Music Awards                            |                                                                          |                                                   |                                 |                                 |
| 2012                                        | "Moves Like Jagger" (com Maroon 5)                                       | Vídeo Internacional Favorito                      | Indicado                        | [ 244 ]                         |
| Nickelodeon Kids' Choice Awards             |                                                                          |                                                   |                                 |                                 |
| 2001                                        | Christina Aguilera                                                       | Cantora Favorita                                  | Indicado                        | [ 245 ]                         |
| 2007                                        | Christina Aguilera                                                       | Cantora Favorita                                  | Indicado                        | [ 246 ]                         |
| NME Awards                                  |                                                                          |                                                   |                                 |                                 |
| 2003                                        | Christina Aguilera                                                       | Pior Visual                                       | Venceu                          | [ 247 ]                         |
| Now! Awards                                 |                                                                          |                                                   |                                 |                                 |
| 2018                                        | "Moves Like Jagger" (com Maroon 5)                                       | Canção dos Jovens                                 | Indicado                        | [ 248 ]                         |
| NRJ Music Awards                            |                                                                          |                                                   |                                 |                                 |
| 2007                                        | Christina Aguilera                                                       | Artista Feminina Internacional do Ano             | Venceu                          | [ 249 ]                         |
| 2007                                        | Back to Basics                                                           | Álbum Internacional do Ano                        | Venceu                          | [ 249 ]                         |
| 2007                                        | "Ain't No Other Man"                                                     | Canção Internacional do Ano                       | Indicado                        | [ 250 ]                         |
| 2009                                        | Christina Aguilera                                                       | Artista Feminina Internacional do Ano             | Indicado                        | [ 251 ]                         |
| NRJ Radio Awards                            |                                                                          |                                                   |                                 |                                 |
| 2001                                        | "Lady Marmalade" (com Lil' Kim, Mýa e Pink)                              | Melhor Canção Internacional                       | Indicado                        | [ 252 ]                         |
| 2001                                        | "Lady Marmalade" (com Lil' Kim, Mýa e Pink)                              | Melhor Canção de Trilha Sonora                    | Indicado                        | [ 252 ]                         |
| 2004                                        | Christina Aguilera                                                       | Melhor Artista Internacional                      | Indicado                        | [ 253 ]                         |
| 2004                                        | Christina Aguilera                                                       | Melhor Artista Popular                            | Venceu                          | [ 254 ]                         |
| 2007                                        | Christina Aguilera                                                       | Artista Estrangeira do Ano                        | Indicado                        | [ 255 ]                         |
| Online Film & Television Association Awards |                                                                          |                                                   |                                 |                                 |
| 2001                                        | "Lady Marmalade" (com Lil' Kim, Mýa e Pink)                              | Melhor Canção Adaptada                            | Indicado                        | [ 256 ]                         |
| 2011                                        | The Voice                                                                | Melhor Elenco de Programa — Não-Ficção            | Venceu                          | [ 257 ]                         |
| 2021                                        | "Reflection"                                                             | Melhor Canção Adaptada                            | Indicado                        | [ 258 ]                         |
| Otto Awards (Alemanha)                      |                                                                          |                                                   |                                 |                                 |
| 1999                                        | Christina Aguilera                                                       | Melhor Cantora                                    | Prata                           | [ 259 ]                         |
| 2002                                        | Christina Aguilera                                                       | Melhor Cantora                                    | Bronze                          | [ 260 ]                         |
| 2003                                        | Christina Aguilera                                                       | Melhor Cantora                                    | Prata                           | [ 261 ]                         |
| 2004                                        | Christina Aguilera                                                       | Melhor Cantora                                    | Bronze                          | [ 262 ]                         |
| 2006                                        | Christina Aguilera                                                       | Melhor Cantora                                    | Bronze                          | [ 263 ]                         |
| Otto Awards (Hungria)                       |                                                                          |                                                   |                                 |                                 |
| 2007                                        | Christina Aguilera                                                       | Melhor Cantora                                    | Indicado                        | [ 264 ]                         |
| 2007                                        | Back to Basics                                                           | Melhor Álbum                                      | Indicado                        | [ 264 ]                         |
| 2007                                        | "Candyman"                                                               | Melhor Vídeo Musical                              | Venceu                          | [ 265 ]                         |
| People's Choice Awards                      |                                                                          |                                                   |                                 |                                 |
| 2004                                        | "Car Wash" (com Missy Elliott)                                           | Regravação Favorita                               | Indicado                        | [ 266 ]                         |
| 2004                                        | "Car Wash" (com Missy Elliott)                                           | Colaboração Favorita                              | Indicado                        | [ 266 ]                         |
| 2007                                        | "Ain't No Other Man"                                                     | Canção Favorita — R&B                             | Indicado                        | [ 267 ]                         |
| 2012                                        | "Moves Like Jagger" (com Maroon 5)                                       | Canção Favorita do Ano                            | Indicado                        | [ 268 ]                         |
| 2013                                        | The Voice                                                                | Jurada Favorita                                   | Indicado                        | [ 269 ]                         |
| 2013                                        | Christina Aguilera                                                       | Reconhecimento Especial — Voz do Povo             | Venceu                          | [ 269 ]                         |
| 2020                                        | "Loyal Brave True"                                                       | Canção de Trilha Sonora do Ano                    | Indicado                        | [ 270 ]                         |
| 2021                                        | Christina Aguilera                                                       | Ícone Musical §                                   | Venceu                          | [ 271 ]                         |
| Pollstar Awards                             |                                                                          |                                                   |                                 |                                 |
| 2003                                        | Justified and Stripped Tour (com Justin Timberlake)                      | Pacote Mais Criativo                              | Indicado                        | [ 272 ]                         |
| 2003                                        | Justified and Stripped Tour (com Justin Timberlake)                      | Produção de Palco Mais Criativa                   | Indicado                        | [ 272 ]                         |
| Premio Lo Nuestro                           |                                                                          |                                                   |                                 |                                 |
| 2001                                        | Mi Reflejo                                                               | Álbum do Ano — Pop                                | Indicado                        | [ 273 ]                         |
| 2001                                        | Christina Aguilera                                                       | Revelação do Ano — Pop                            | Venceu                          | [ 274 ]                         |
| 2001                                        | Christina Aguilera                                                       | Artista Feminina do Ano — Pop                     | Venceu                          | [ 274 ]                         |
| 2002                                        | Christina Aguilera                                                       | Artista Feminina do Ano — Pop                     | Indicado                        | [ 275 ]                         |
| 2014                                        | "Hoy Tengo Ganas de Ti" (com Alejandro Fernández)                        | Vídeo do Ano                                      | Indicado                        | [ 276 ]                         |
| Prêmio TVyNovelas                           |                                                                          |                                                   |                                 |                                 |
| 2014                                        | "Hoy Tengo Ganas de Ti" (com Alejandro Fernández)                        | Melhor Tema                                       | Indicado                        | [ 277 ]                         |
| Premios Amigo                               |                                                                          |                                                   |                                 |                                 |
| 2000                                        | Christina Aguilera                                                       | Artista Revelação — Internacional                 | Venceu                          | [ 278 ]                         |
| 2000                                        | Christina Aguilera                                                       | Artista Revelação — Latina                        | Indicado                        | [ 279 ]                         |
| 2000                                        | Christina Aguilera                                                       | Artista Feminina                                  | Indicado                        | [ 279 ]                         |
| Premios Juventud                            |                                                                          |                                                   |                                 |                                 |
| 2004                                        | Christina Aguilera e Ricky Martin                                        | Melhor Dueto Dinâmico                             | Indicado                        | [ 280 ]                         |
| 2013                                        | "Feel This Moment" (com Pitbull)                                         | Canção Favorita                                   | Indicado                        | [ 281 ]                         |
| 2014                                        | "Hoy Tengo Ganas de Ti" (com Alejandro Fernández)                        | Melhor Tema de Novela                             | Indicado                        | [ 282 ]                         |
| Premios Oye!                                |                                                                          |                                                   |                                 |                                 |
| 2007                                        | Back to Basics                                                           | Álbum do Ano — Inglês                             | Indicado                        | [ 283 ]                         |
| 2007                                        | "Ain't No Other Man"                                                     | Canção do Ano — Inglês                            | Indicado                        | [ 284 ]                         |
| Q Awards                                    |                                                                          |                                                   |                                 |                                 |
| 2003                                        | "Dirrty" (com Redman)                                                    | Melhor Canção                                     | Venceu                          | [ 14 ]                          |
| 2003                                        | "Dirrty" (com Redman)                                                    | Melhor Vídeo                                      | Indicado                        | [ 14 ]                          |
| Radio Music Awards                          |                                                                          |                                                   |                                 |                                 |
| 1999                                        | Christina Aguilera                                                       | Melhor Estilo Feminino                            | Venceu                          | [ 285 ]                         |
| 2001                                        | "Lady Marmalade" (com Lil' Kim, Mýa e Pink)                              | Canção do Ano — Top 40                            | Venceu                          | [ 286 ]                         |
| 2003                                        | "Beautiful"                                                              | Canção do Ano — Top 40                            | Indicado                        | [ 287 ] [ 288 ]                 |
| 2003                                        | "Beautiful"                                                              | Melhor Canção                                     | Indicado                        | [ 287 ] [ 288 ]                 |
| 2003                                        | Christina Aguilera                                                       | Artista do Ano – Top 40                           | Indicado                        | [ 287 ] [ 288 ]                 |
| 2003                                        | Christina Aguilera                                                       | Artista do Ano                                    | Indicado                        | [ 287 ] [ 288 ]                 |
| Rockbjörnen                                 |                                                                          |                                                   |                                 |                                 |
| 2006                                        | Christina Aguilera                                                       | Artista Estrangeira do Ano                        | Indicado                        | [ 289 ]                         |
| 2006                                        | "Hurt"                                                                   | Melhor Canção Estrangeira                         | Indicado                        | [ 289 ]                         |
| 2006                                        | Back to Basics                                                           | Melhor Álbum Estrangeiro                          | Indicado                        | [ 289 ]                         |
| Rolling Stone Music Awards                  |                                                                          |                                                   |                                 |                                 |
| 2004                                        | Justified and Stripped Tour                                              | Melhor Turnê — Escolha do Público                 | Venceu                          | [ 172 ]                         |
| 2004                                        | Christina Aguilera                                                       | Melhor Artista Feminina — Escolha do Público      | Venceu                          | [ 172 ]                         |
| 2006                                        | Christina Aguilera                                                       | Melhor Artista Feminina — Escolha do Público      | Venceu                          | [ 290 ]                         |
| 2006                                        | Christina Aguilera                                                       | Melhor Artista — R&B                              | Venceu                          | [ 290 ]                         |
| 2006                                        | RTHK International Pop Awards                                            |                                                   |                                 |                                 |
| 2002                                        | "Nobody Wants to Be Lonely"                                              | Canção Internacional — Dueto                      | Prata                           | [ 291 ]                         |
| 2003                                        | "Beautiful"                                                              | Canção Internacional                              | Ouro                            | [ 292 ]                         |
| 2005                                        | "Car Wash" (com Missy Elliott)                                           | Canção Internacional — Filme ou Televisão         | Ouro                            | [ 293 ]                         |
| 2007                                        | "Ain't No Other Man"                                                     | Canção Internacional                              | Ouro                            | [ 294 ]                         |
| 2007                                        | Christina Aguilera                                                       | Artista Feminina                                  | Indicado                        | [ 294 ]                         |
| 2008                                        | Christina Aguilera                                                       | Artista Feminina                                  | Prata                           | [ 295 ]                         |
| 2008                                        | "Candyman"                                                               | Canção Internacional                              | Ouro                            | [ 295 ]                         |
| 2012                                        | "Moves Like Jagger" (com Maroon 5)                                       | Canção Internacional                              | Ouro                            | [ 296 ]                         |
| Shorty Awards                               |                                                                          |                                                   |                                 |                                 |
| 2012                                        | Christina Aguilera                                                       | Cantora                                           | Indicado                        | [ 297 ]                         |
| 2012                                        | Christina Aguilera                                                       | Heroína                                           | Indicado                        | [ 297 ]                         |
| 2012                                        | Christina Aguilera                                                       | Celebridade                                       | Indicado                        | [ 297 ]                         |
| 2012                                        | Christina Aguilera                                                       | Atriz                                             | Indicado                        | [ 297 ]                         |
| 2012                                        | Christina Aguilera                                                       | Musicista                                         | Indicado                        | [ 297 ]                         |
| 2013                                        | Christina Aguilera                                                       | Musicista                                         | Indicado                        | [ 298 ]                         |
| 2013                                        | Christina Aguilera                                                       | Cantora                                           | Indicado                        | [ 299 ]                         |
| 2013                                        | Christina Aguilera                                                       | Ativista                                          | Indicado                        | [ 300 ]                         |
| 2013                                        | Christina Aguilera                                                       | Celebridade                                       | Indicado                        | [ 298 ]                         |
| 2013                                        | Christina Aguilera                                                       | Destaque nas Redes Sociais                        | Indicado                        | [ 298 ]                         |
| Smash Hits Poll Winners Party               |                                                                          |                                                   |                                 |                                 |
| 2000                                        | Christina Aguilera                                                       | Melhor Cantora                                    | Indicado                        | [ 301 ]                         |
| 2000                                        | Christina Aguilera                                                       | Mulher Bem Vestida                                | Indicado                        | [ 301 ]                         |
| 2000                                        | Christina Aguilera                                                       | Mulher Sensual do Planeta                         | Bronze                          | [ 301 ]                         |
| 2000                                        | Christina Aguilera                                                       | Artista Pior Vestida                              | Bronze                          | [ 302 ]                         |
| 2002                                        | Christina Aguilera                                                       | Artista Pior Vestida                              | Ouro                            | [ 303 ]                         |
| 2002                                        | Christina Aguilera                                                       | Pior Cabelo                                       | Ouro                            | [ 303 ]                         |
| 2002                                        | Christina Aguilera                                                       | Pior Artista                                      | Ouro                            | [ 304 ]                         |
| 2003                                        | Christina Aguilera                                                       | Melhor Artista Solo                               | Ouro                            | [ 305 ]                         |
| 2003                                        | Christina Aguilera                                                       | Beijo do Ano                                      | Ouro                            | [ 306 ]                         |
| 2004                                        | Christina Aguilera                                                       | Melhor Artista — Pop                              | Prata                           | [ 307 ]                         |
| 2004                                        | Christina Aguilera                                                       | Mulher Pior Vestida                               | Bronze                          | [ 307 ]                         |
| SOCAN Awards                                |                                                                          |                                                   |                                 |                                 |
| 2014                                        | "Feel This Moment" (com Pitbull)                                         | Prêmio de Música — Dance                          | Venceu                          | [ 308 ]                         |
| Spin Awards                                 |                                                                          |                                                   |                                 |                                 |
| 2003                                        | "Dirrty" (com Redman)                                                    | Pior Canção                                       | Indicado                        | [ 309 ]                         |
| 2003                                        | Christina Aguilera                                                       | Artista Pior Vestida                              | Venceu                          | [ 309 ]                         |
| 2004                                        | Christina Aguilera                                                       | Artista Pior Vestida                              | Venceu                          | [ 310 ]                         |
| 2005                                        | Christina Aguilera                                                       | Artista Pior Vestida                              | Venceu                          | [ 311 ]                         |
| SSE Arena                                   |                                                                          |                                                   |                                 |                                 |
| 2020                                        | The X Tour                                                               | Melhor Ato Solo                                   | Venceu                          | [ 312 ]                         |
| St. Louis Film Critics Association Awards   |                                                                          |                                                   |                                 |                                 |
| 2010                                        | Burlesque                                                                | Melhor Trilha Sonora                              | Indicado                        | [ 313 ]                         |
| TEC Awards                                  |                                                                          |                                                   |                                 |                                 |
| 2002                                        | "Lady Marmalade" (com Lil' Kim, Mýa e Pink)                              | Produção de Destaque — Faixa                      | Indicado                        | [ 314 ]                         |
| Teen Choice Awards                          |                                                                          |                                                   |                                 |                                 |
| 2000                                        | Christina Aguilera                                                       | Artista Feminina Sensual                          | Indicado                        | [ 315 ]                         |
| 2000                                        | Christina Aguilera                                                       | Artista Feminina                                  | Indicado                        | [ 316 ]                         |
| 2000                                        | Christina Aguilera                                                       | Melhor Álbum                                      | Indicado                        | [ 316 ]                         |
| 2000                                        | "I Turn to You"                                                          | Canção de Amor                                    | Indicado                        | [ 316 ]                         |
| 2000                                        | "What a Girl Wants"                                                      | Melhor Canção                                     | Indicado                        | [ 316 ]                         |
| 2001                                        | "Lady Marmalade" (com Lil' Kim, Mýa e Pink)                              | Canção do Verão                                   | Venceu                          | [ 317 ]                         |
| 2001                                        | Christina Aguilera                                                       | Artista Feminina do Verão                         | Venceu                          | [ 317 ]                         |
| 2001                                        | Christina Aguilera                                                       | Artista Feminina                                  | Indicado                        | [ 317 ]                         |
| 2003                                        | Christina Aguilera                                                       | Artista Feminina                                  | Indicado                        | [ 318 ]                         |
| 2003                                        | Stripped                                                                 | Melhor Álbum                                      | Indicado                        | [ 318 ]                         |
| 2003                                        | "Beautiful"                                                              | Melhor Canção                                     | Indicado                        | [ 318 ]                         |
| 2003                                        | "Dirrty" (com Redman)                                                    | Melhor Colaboração                                | Indicado                        | [ 318 ]                         |
| 2003                                        | Justified and Stripped Tour                                              | Turnê do Verão                                    | Venceu                          | [ 174 ]                         |
| 2006                                        | "Ain't No Other Man"                                                     | Melhor Canção — R&B                               | Indicado                        | [ 319 ]                         |
| 2011                                        | The Voice                                                                | Personalidade Televisiva                          | Indicado                        | [ 320 ]                         |
| 2012                                        | The Voice                                                                | Personalidade Televisiva                          | Indicado                        | [ 321 ]                         |
| 2012                                        | "Moves Like Jagger" (com Maroon 5)                                       | Canção em Grupo                                   | Indicado                        | [ 322 ]                         |
| 2013                                        | "Feel This Moment" (com Pitbull)                                         | Melhor Canção — Masculina                         | Indicado                        | [ 323 ]                         |
| Teen Entertainment Awards                   |                                                                          |                                                   |                                 |                                 |
| 1999                                        | "Genie in a Bottle"                                                      | Melhor Canção                                     | Venceu                          | [ 324 ]                         |
| 1999                                        | Christina Aguilera                                                       | Melhor Álbum                                      | Venceu                          | [ 324 ]                         |
| 1999                                        | Christina Aguilera                                                       | Melhor Artista Feminina                           | Venceu                          | [ 324 ]                         |
| 2000                                        | Christina Aguilera                                                       | Melhor Artista Feminina                           | Venceu                          | [ 325 ]                         |
| 2000                                        | Christina Aguilera                                                       | Artista Feminina Mais Estilosa                    | Venceu                          | [ 325 ]                         |
| 2000                                        | Christina Aguilera                                                       | Melhor Fofoca Falsa                               | Indicado                        | [ 325 ]                         |
| 2000                                        | "What a Girl Wants"                                                      | Melhor Canção de Empoderamento Feminino           | Venceu                          | [ 325 ]                         |
| 2000                                        | "What a Girl Wants"                                                      | Melhor Canção para Ouvir Enquanto Beija           | Indicado                        | [ 325 ]                         |
| Teen People Choice Awards                   |                                                                          |                                                   |                                 |                                 |
| 2001                                        | "Lady Marmalade" (com Lil' Kim, Mýa e Pink)                              | Canção do Ano                                     | Indicado                        | [ 326 ]                         |
| 2003                                        | Christina Aguilera                                                       | Melhor Mudança de Imagem                          | Venceu                          | [ 327 ]                         |
| 2003                                        | Justified and Stripped Tour (com Justin Timberlake)                      | Melhor Turnê                                      | Venceu                          | [ 327 ]                         |
| 2003                                        | "Beautiful"                                                              | Melhor Letra                                      | Indicado                        | [ 327 ]                         |
| 2003                                        | "Dirrty" (com Redman)                                                    | Melhor Canção Dançante                            | Venceu                          | [ 327 ]                         |
| 2003                                        | "Can't Hold Us Down" (com Lil' Kim)                                      | Melhor Hino Empoderador                           | Venceu                          | [ 327 ]                         |
| The Shade Tree Awards                       |                                                                          |                                                   |                                 |                                 |
| 2019                                        | Christina Aguilera                                                       | Heroína Comunitária §                             | Venceu                          | [ 328 ]                         |
| TMF Awards (Bélgica)                        |                                                                          |                                                   |                                 |                                 |
| 2001                                        | "Lady Marmalade" (com Lil' Kim, Mýa e Pink)                              | Melhor Vídeo Internacional                        | Venceu                          | [ 329 ]                         |
| 2003                                        | "Fighter"                                                                | Melhor Vídeo Internacional                        | Venceu                          | [ 330 ]                         |
| 2003                                        | Christina Aguilera                                                       | Melhor Ato Internacional — Feminino               | Venceu                          | [ 330 ]                         |
| 2003                                        | Stripped                                                                 | Melhor Álbum Internacional                        | Venceu                          | [ 330 ]                         |
| TMF Awards (Países Baixos)                  |                                                                          |                                                   |                                 |                                 |
| 2000                                        | Christina Aguilera                                                       | Melhor Ato Promissor                              | Venceu                          | [ 331 ]                         |
| 2002                                        | "Lady Marmalade" (com Lil' Kim, Mýa e Pink)                              | Vídeo Internacional do Ano                        | Venceu                          | [ 332 ]                         |
| 2003                                        | Christina Aguilera                                                       | Melhor Ato Internacional                          | Venceu                          | [ 333 ]                         |
| 2004                                        | Christina Aguilera                                                       | Melhor Ato Internacional                          | Venceu                          | [ 334 ]                         |
| Top of the Pops                             |                                                                          |                                                   |                                 |                                 |
| 2003                                        | Christina Aguilera                                                       | Cantora do Ano                                    | Ouro                            | [ 335 ]                         |
| 2003                                        | Christina Aguilera                                                       | Mulher Sensual do Ano                             | Bronze                          | [ 336 ]                         |
| 2003                                        | Christina Aguilera                                                       | Pior Cabelo                                       | Bronze                          | [ 337 ]                         |
| 2003                                        | Christina Aguilera                                                       | Pior Estilo                                       | Ouro                            | [ 338 ]                         |
| 2003                                        | Christina Aguilera                                                       | Maior Exibicionista                               | Prata                           | [ 339 ]                         |
| 2003                                        | "Fighter"                                                                | Melhor Vídeo Musical                              | Indicado                        | [ 340 ]                         |
| 2005                                        | Christina Aguilera                                                       | Artista Pior Vestida                              | Indicado                        | [ 341 ]                         |
| Vevo Certified Awards                       |                                                                          |                                                   |                                 |                                 |
| 2012                                        | "Moves Like Jagger" (com Maroon 5)                                       | 100.000.000 de Visualizações                      | Venceu                          | [ 342 ]                         |
| 2013                                        | "Feel This Moment" (com Pitbull)                                         | 100.000.000 de Visualizações                      | Venceu                          | [ 342 ]                         |
| 2014                                        | "Your Body"                                                              | 100.000.000 de Visualizações                      | Venceu                          | [ 342 ]                         |
| 2014                                        | "Say Something" (com A Great Big World)                                  | 100.000.000 de Visualizações                      | Venceu                          | [ 342 ]                         |
| 2014                                        | "Lady Marmalade" (com Lil' Kim, Mýa e Pink)                              | 100.000.000 de Visualizações                      | Venceu                          | [ 342 ]                         |
| 2015                                        | "Candyman"                                                               | 100.000.000 de Visualizações                      | Venceu                          | [ 342 ]                         |
| 2015                                        | "Hoy Tengo Ganas de Ti" (com Alejandro Fernández)                        | 100.000.000 de Visualizações                      | Venceu                          | [ 342 ]                         |
| 2015                                        | "Hurt"                                                                   | 100.000.000 de Visualizações                      | Venceu                          | [ 342 ]                         |
| 2016                                        | "Beautiful"                                                              | 100.000.000 de Visualizações                      | Venceu                          | [ 343 ]                         |
| 2016                                        | "Pero Me Acuerdo de Ti"                                                  | 100.000.000 de Visualizações                      | Venceu                          | [ 344 ]                         |
| 2018                                        | "Genie in a Bottle"                                                      | 100.000.000 de Visualizações                      | Venceu                          | [ 345 ]                         |
| 2019                                        | "Dirrty" (com Redman)                                                    | 100.000.000 de Visualizações                      | Venceu                          | [ 346 ]                         |
| 2020                                        | "Can't Hold Us Down" (com Lil' Kim)                                      | 100.000.000 de Visualizações                      | Venceu                          | [ 347 ]                         |
| 2021                                        | "Fighter"                                                                | 100.000.000 de Visualizações                      | Venceu                          | [ 348 ]                         |
| VH1 Awards                                  |                                                                          |                                                   |                                 |                                 |
| 2000                                        | Christina Aguilera                                                       | Ídolo Adolescente Sensual                         | Venceu                          | [ 172 ]                         |
| VH1 Big in '03 Awards                       |                                                                          |                                                   |                                 |                                 |
| 2003                                        | "Beautiful"                                                              | Maior Canção do Ano                               | Indicado                        | [ 349 ]                         |
| Virgin Media Music Awards                   |                                                                          |                                                   |                                 |                                 |
| 2006                                        | Christina Aguilera                                                       | Melhor Artista Solo                               | Prata                           | [ 350 ]                         |
| 2006                                        | Christina Aguilera                                                       | Melhor Retorno                                    | Prata                           | [ 350 ]                         |
| 2006                                        | "Ain't No Other Man"                                                     | Melhor Canção                                     | Prata                           | [ 350 ]                         |
| 2007                                        | Christina Aguilera                                                       | Mulher Mais Atraente                              | Indicado                        | [ 351 ]                         |
| 2008                                        | Christina Aguilera                                                       | Melhor Ato Internacional                          | Indicado                        | [ 352 ]                         |
| 2010                                        | Christina Aguilera                                                       | Melhor Artista Feminina                           | Indicado                        | [ 353 ]                         |
| 2011                                        | Christina Aguilera                                                       | Melhor Retorno                                    | Ouro                            | [ 354 ]                         |
| 2012                                        | "Moves Like Jagger" (com Maroon 5)                                       | Melhor Canção                                     | Indicado                        | [ 355 ]                         |
| 2012                                        | "Moves Like Jagger" (com Maroon 5)                                       | Melhor Colaboração                                | Ouro                            | [ 356 ]                         |
| 2012                                        | "Moves Like Jagger" (com Maroon 5)                                       | Melhor Vídeo Musical                              | Indicado                        | [ 357 ]                         |
| VIVA Comet Awards                           |                                                                          |                                                   |                                 |                                 |
| 2003                                        | Christina Aguilera                                                       | Ato Internacional                                 | Indicado                        | [ 358 ]                         |
| World Music Awards                          |                                                                          |                                                   |                                 |                                 |
| 2000                                        | Christina Aguilera                                                       | Artista Revelação Mais Vendida                    | Venceu                          | [ 359 ]                         |
| 2001                                        | Christina Aguilera                                                       | Artista Feminina Latina Mais Vendida              | Venceu                          | [ 360 ]                         |
| 2014                                        | Christina Aguilera                                                       | Melhor Ato ao Vivo                                | Indicado                        | [ 361 ]                         |
| 2014                                        | Christina Aguilera                                                       | Melhor Artista Feminina                           | Indicado                        | [ 362 ]                         |
| 2014                                        | Christina Aguilera                                                       | Animadora do Ano                                  | Indicado                        | [ 363 ]                         |
| 2014                                        | "Feel This Moment" (com Pitbull)                                         | Melhor Canção                                     | Indicado                        | [ 364 ]                         |
| 2014                                        | "Feel This Moment" (com Pitbull)                                         | Melhor Vídeo Musical                              | Indicado                        | [ 365 ]                         |
| 2014                                        | "Say Something" (com A Great Big World)                                  | Melhor Vídeo Musical                              | Indicado                        | [ 365 ]                         |
| 2014                                        | "Say Something" (com A Great Big World)                                  | Melhor Canção                                     | Indicado                        | [ 364 ]                         |
| 2014                                        | "Hoy Tengo Ganas de Ti" (com Alejandro Fernández)                        | Melhor Canção                                     | Indicado                        | [ 364 ]                         |
| 2014                                        | "Your Body"                                                              | Melhor Canção                                     | Indicado                        | [ 364 ]                         |
| 2014                                        | "Your Body"                                                              | Melhor Vídeo Musical                              | Indicado                        | [ 365 ]                         |
| 2014                                        | Lotus                                                                    | Melhor Álbum                                      | Indicado                        | [ 366 ]                         |
| YoungStar Awards                            |                                                                          |                                                   |                                 |                                 |
| 2000                                        | Christina Aguilera                                                       | Humanitária do Ano                                | Venceu                          | [ 367 ]                         |
| Z100 Awards                                 |                                                                          |                                                   |                                 |                                 |
| 2010                                        | Christina Aguilera e Jordan Bratman                                      | Divórcio do Ano                                   | Prata                           | [ 368 ]                         |
| 2011                                        | "Moves Like Jagger" (com Maroon 5)                                       | Colaboração do Ano                                | Prata                           | [ 369 ]                         |

## Honrarias

### Homenagens
| Organização                  | Descrição                                                  | Ano  | Ref.    |
| ---------------------------- | ---------------------------------------------------------- | ---- | ------- |
| Young Hollywood Hall of Fame | Por suas contribuições para a indústria do entretenimento. | 2000 | [ 370 ] |
| Calçada da Fama              | Por suas contribuições para a indústria fonográfica.       | 2010 | [ 33 ]  |
| Disney Legends               | Por suas contribuições para a Walt Disney Company.         | 2019 | [ 34 ]  |

### Outros tributos
| País           | Ano  | Categoria                          | Ref.    |
| -------------- | ---- | ---------------------------------- | ------- |
| Reino Unido    | 2006 | Madame Tussauds (estátuas de cera) | [ 371 ] |
| Estados Unidos | 2007 | Madame Tussauds (estátuas de cera) | [ 372 ] |

### Reconhecimentos
| Publicação                 | Lista                                          | Ano  | Pos. | Ref.            |
| -------------------------- | ---------------------------------------------- | ---- | ---- | --------------- |
| Billboard                  | Artistas da Década                             | 2009 | 20   | [ 373 ]         |
| Billboard                  | 100 Melhores Atuações de Músicos em Filmes     | 2018 | 78   | [ 374 ]         |
| Business Insider           | 23 Estrelas de Reality-Show Mais Bem Pagas     | 2014 | 5    | [ 375 ]         |
| Cleveland.com              | Maior Pop Star do Mundo                        | 2000 | 1    | [ 376 ]         |
| Cleveland.com              | Maior Pop Star do Mundo                        | 2003 | 2    | [ 376 ]         |
| Consequence of Sound       | 100 Maiores Cantores de Todos os Tempos        | 2016 | 54   | [ 25 ]          |
| Forbes                     | 20 Mulheres Mais Ricas do Entretenimento       | 2007 | 19   | [ 377 ]         |
| Forbes                     | Mulheres Mais Lucrativas da Música             | 2008 | 7    | [ 378 ]         |
| Google                     | Mulheres Mais Populares na Internet            | 2002 | 8    | [ 379 ]         |
| Google                     | Buscas Mais Populares na Internet              | 2004 | 3    | [ 380 ]         |
| Google                     | 50 Mulheres Mais Populares na Internet         | 2010 | 25   | [ 381 ]         |
| Latina                     | 50 Maiores Cantores Latinos de Todos os Tempos | 2013 | 1    | [ 26 ]          |
| MTV                        | 22 Maiores Vozes da Música                     | 2003 | —    | [ 382 ]         |
| NME                        | 20 Melhores Artistas de Todos os Tempos        | 2011 | 4    | [ 383 ]         |
| Rock and Roll Hall of Fame | 200 Álbuns Definitivos                         | 2007 | 127  | [ 384 ]         |
| Rolling Stone              | 100 Maiores Cantores de Todos os Tempos        | 2010 | 58   | [ 24 ]          |
| Smooth Radio               | 30 Maiores Cantoras de Todos os Tempos         | 2021 | 11   | [ 385 ]         |
| Smooth Radio               | 100 Maiores Artistas de Todos os Tempos        | 2021 | 88   | [ 386 ] [ 387 ] |
| Stylist                    | 50 Pioneiras da Música Pop                     | 2011 | —    | [ 388 ]         |
| The Fader                  | 150 Maiores Álbuns Feitos por Mulheres         | 2017 | 23   | [ 389 ]         |
| The Guardian               | 100 Músicos Mais Populares do Twitter          | 2013 | 70   | [ 390 ]         |
| The Independent            | 100 Pessoas Mais Influentes da Música          | 2004 | 59   | [ 28 ]          |
| Time                       | 100 Pessoas Mais Influentes do Mundo           | 2013 | —    | [ 29 ]          |
| Univision                  | Hispânicos Mais Influentes dos Estados Unidos  | 2013 | —    | [ 391 ]         |
| USA Today                  | Mulheres do Século — Pensilvânia               | 2020 | —    | [ 35 ]          |
| VH1                        | 50 Maiores Mulheres da Era dos Videoclipes     | 2003 | 14   | [ 392 ]         |
| VH1                        | 50 Maiores Ídolos Adolescentes                 | 2003 | 23   | [ 393 ]         |
| VH1                        | 100 Maiores Mulheres da Música                 | 2012 | 8    | [ 27 ]          |
| Yahoo!                     | Buscas Mais Populares na Internet              | 2003 | 10   | [ 394 ]         |
| Yahoo!                     | Imagens de Celebridades Mais Populares         | 2003 | 3    | [ 394 ]         |
| Yahoo!                     | 250 Melhores Cantoras do Século XX             | 2013 | 4    | [ 395 ]         |

### Recordes mundiais
| Publicação             | Ano  | Recorde                                                      | Detentor(es)                                                | Ref.    |
| ---------------------- | ---- | ------------------------------------------------------------ | ----------------------------------------------------------- | ------- |
| Guinness World Records | 2005 | Apresentação Mais Assistida (340 Milhões de Telespectadores) | Madonna, Britney Spears, Christina Aguilera e Missy Elliott | [ 396 ] |